# Stenhelia longipilosa
Stenhelia longipilosa är en kräftdjursart som beskrevs av Lang 1965. Stenhelia longipilosa ingår i släktet Stenhelia och familjen Diosaccidae. Inga underarter finns listade i Catalogue of Life.